# Никасил
Никасил — липофильный никелькремниевый сплав, получаемый методом электрофоретического осаждения и применяемый для защиты поверхности цилиндров в двигателях внутреннего сгорания.
Название — акроним от НИкель, КАрбид и СИЛициум.

## Разработка
Nikasil разработал немецкий производитель Mahle в 1967 году. Изначальная цель — использование для уплотнения вершин ротора, апекса роторных двигателей (NSU Ro 80, Citroën GS Birotor и Mercedes C111). Это покрытие используется при работе алюминиевых цилиндров и поршней, минимизируя их износ и трение. В отличие от других способов, в том числе применение чугунных гильз цилиндров, никасиловое покрытие позволяет изготовлять двигатели без гильз, что, в свою очередь, даёт возможность использовать бо́льшие диаметры цилиндров. Алюминиевые блоки имеют бо́льшую теплопроводность, нежели чугунные, что важно для реализации высокой выходной мощности двигателя. Покрытие получило дальнейшее развитие благодаря американской корпорации Chrome в начале 1990-х годов (торговое название Nicom), использовавшей его как замену хромированным цилиндрам для двигателей, и при ремонтной замене на снегоходах, мотоциклах, квадроциклах, гидроциклах и автомобилях с заводскими хромированными цилиндрами.
Никасил — сплав никеля и карбида кремния. Карбид кремния — очень твёрдый материал (намного твёрже стали), который может быть сплавлен с никелем. На поверхность алюминиевого цилиндра никель наносится гальваническим способом. Так как поршневые кольца могут протереть никелевый слой, для большей защиты алюминиевого поршня от прямого контакта с алюминиевым цилиндром наносится очень твёрдый слой карбида кремния. После расточки цилиндр необходимо покрыть сплавом, но, так как никасиловое покрытие очень прочное, алюминиевый цилиндр растачивается намного реже, чем железный или хромированный.

## Применение
Porsche в 1970 году начала использовать никасил на гоночных автомобилях Porsche 917, а позже, в 1973 году и на модели 911 RS. Porsche также использовали его на серийных автомобилях, но в течение короткого времени перешли на алюсил за счет экономии средств. Никасиловые цилиндры всегда использовались для моделей 911 Turbo и RS. Алюминиевые цилиндры с никасиловым покрытием позволили Porsche создать двигатели с воздушным охлаждением, которые имели самую высокую удельную производительность среди двигателей своего времени. Никасил до сих пор[когда?] используется в современных 911.
Никасил стал очень популярным в 1990-х годах. Он использовался такими компаниями, как Audi, BMW, Ferrari, Jaguar и Moto Guzzi в своих новых сериях двигателей. В 1981 году компанией Moto Guzzi было запатентовано собственное покрытие, названное Нигусил. Тем не менее, сера, которая находится в низкокачественном бензине, в большей части мира, вызвала с течением времени разрушение никасила в некоторых цилиндрах, что приводило к дорогостоящему ремонту двигателя.
Никасил или аналогичные покрытия под другими торговыми марками до сих пор[когда?] широко используются в гоночных двигателях, в том числе на Формуле 1 и Champ Car. Suzuki в настоящее время использует на гонках проверенное никелевое фосфор-кремний-карбидное запатентованное покрытие торговой марки SCEM (Suzuki Composite Electro-chemical Material) для максимального диаметра цилиндров и отвода тепла, например, на мотоциклетных двигателях Suzuki моделей TL1000S, V-Strom 650, TU250X, Hayabusa и GSX-R.
Автомобильные двигатели, использующие никасиловое покрытие:
- Porsche 912
- BMW M60 V8
- BMW M62 V8
- BMW M52 I6
- Jaguar AJ-V8
- Ferrari F50 V12
- Renault Clio 2 DCi 1,5 л
- Ford Puma 1,7 л
- Honda H22A I4